# Paula Leitón i Arrones
Paula Leitón Arrones (Terrassa, Vallès Occidental, 27 d'abril de 2000) és una jugadora de waterpolo catalana, que juga en la posició de boia al Club Natació Atlètic-barceloneta.
Va formar part de l'equip espanyol al Campionat del Món de natació de 2015. L'any 2016 va participar en els Jocs Olímpics d'estiu 2016 a Rio de Janeiro amb tan sols 16 anys. Va formar part de l'equip espanyol de waterpolo a Paris 2024 que va guanyar la medalla d'or.

## Palmarès
Clubs
- 3 Eurolligues femenines de la LEN: 2018-19, 2022-23, 2023-24
- 1 Supercopa d'Europa de waterpolo femenina: 2016-17
- 3 Lliga espanyola de waterpolo femenina: 2016-17, 2017-18, 2018-19, 2022-23, 2024-25
- 2 Copa espanyola de waterpolo femenina: 2017-18, 2018-19
- 3 Supercopa espanyola de waterpolo femenina: 2016-17, 2017-18, 2018-19
- 3 Copa Catalunya de waterpolo femenina: 2016-17, 2017-18, 2018-19

Selecció espanyola
- 1 medalla d'or als Jocs Olímpics de Paris 2024
- 1 medalla d'argent als Jocs Olímpics d'Estiu de 2020
- 5è lloc als Jocs Olímpics de Rio de Janeiro 2016
- 3 medalles d'argent al Campionat del Món de waterpolo: 2017, 2019, 2023
- 1 medalla de bronze al Campionat del Món de waterpolo: 2024
- 1 medalla d'or al Campionat d'Europa de waterpolo: 2020
- 1 medalla de bronze al Campionat d'Europa de waterpolo: 2018
- 1 medalla d'or als Jocs Mediterranis de Tarragona 2018